# (63605) Budperry
(63605) Budperry est un astéroïde de la ceinture principale, de la famille de Hungaria.

## Description
(63605) Budperry est un astéroïde de la ceinture principale, de la famille de Hungaria. Il présente une orbite caractérisée par un demi-grand axe de 1,91 UA, une excentricité de 0,09 et une inclinaison de 26,2° par rapport à l'écliptique.
Il a été découvert le 20 août 2001 par Chris Wolfe.

## Compléments